# Futbol'nyj Klub Mordovija 2019-2020
Questa voce raccoglie le informazioni riguardanti il Futbol'nyj Klub Mordovija nelle competizioni ufficiali della stagione 2019-2020.

## Stagione
La Pandemia di COVID-19 che portò all'interruzione anticipata del campionato sorprese la squadra all'ultimo posto: il club non solo retrocesse, ma mancò anche l'iscrizione tra i professionisti.

## Rosa
| N. |                   | Ruolo | Calciatore           |
| -- | ----------------- | ----- | -------------------- |
| 1  | Russia (bandiera) | P     | Denis Shebanov       |
| 2  | Russia (bandiera) | D     | Ruslan Navletov      |
| 3  | Russia (bandiera) | D     | Evgeni Strelov       |
| 4  | Russia (bandiera) | D     | Andrey Shustov       |
| 8  | Russia (bandiera) | D     | Sergey Sukharev      |
| 9  | Russia (bandiera) | C     | Rustem Mukhametshin  |
| 10 | Russia (bandiera) | C     | Anton Orlov          |
| 13 | Russia (bandiera) | C     | Denis Sobolev        |
| 14 | Russia (bandiera) | D     | Evgeniy Yatchenko    |
| 18 | Russia (bandiera) | A     | Aleksandr Ermakov    |
| 19 | Russia (bandiera) | D     | Radik Yusupov        |
| 24 | Russia (bandiera) | D     | Igor Klimov          |
| 25 | Russia (bandiera) | C     | Denis Poyarkov       |
| 30 | Russia (bandiera) | D     | Danila Kalikhanov    |
| 31 | Russia (bandiera) | P     | Vladislav Chekashkin |

| N. |                   | Ruolo | Calciatore          |
| -- | ----------------- | ----- | ------------------- |
| 32 | Russia (bandiera) | C     | Mikhail Fedak       |
| 35 | Russia (bandiera) | P     | Maksim Aysin        |
| 45 | Russia (bandiera) | D     | Aleksandr Tenyaev   |
| 90 | Russia (bandiera) | D     | Artem Sarychev      |
| 94 | Russia (bandiera) | D     | German Povetkin     |
| 95 | Russia (bandiera) | C     | Nikolay Boyarkin    |
| -  | Russia (bandiera) | P     | Oleg Smirnov        |
| -  | Russia (bandiera) | D     | Andrey Khripkov     |
| -  | Russia (bandiera) | C     | Filipp Dvoretskov   |
| -  | Russia (bandiera) | C     | Amir Dzhumaev       |
| -  | Russia (bandiera) | C     | Danila Buranov      |
| -  | Russia (bandiera) | A     | Konstantin Bazelyuk |
| -  | Russia (bandiera) | A     | Vladislav Adaev     |
| -  | Russia (bandiera) | A     | Viktor Sergeev      |

## Risultati

### Coppa di Russia
| Arbitro: | Sergey Cheban |

|                  |                      |                    |
| Andrey Titov 55’ | Marcatori            | 90’ Viktor Sergeev |
|                  | Tiri di rigore 4 – 6 |                    |

| Arbitro: | Aleksey Amelin |

|  |           |                                                |
|  | Marcatori | 51’ (rig.) Ivelin Popov 57’ Aleksandr Saplinov |

### Campionato
| Arbitro: | Aleksey Matyunin |

|  |           |                          |
|  | Marcatori | 28’ (rig.) Denis Makarov |

| Arbitro: | Aleksey Amelin |

|                    |           |  |
| Sergey Samodin 63’ | Marcatori |  |

| Arbitro: | Anton Anopa |

|                         |           |  |
| Konstantin Bazelyuk 55’ | Marcatori |  |

| Arbitro: | Artem Lyubimov |

|                                   |           |                                        |
| Ivan Sergeev 20’ Ivan Sergeev 25’ | Marcatori | 33’ Danila Buranov 81’ Vladislav Adaev |

| Saransk 28 luglio 2019, ore 16:00 5ª giornata | Mordovija     | 0 – 0 referto | Čajka Pesčanopskoe | Stadio Start (2.661 spett.)\| Arbitro: \| Evgeni Turbin \| |
| Arbitro:                                      | Evgeni Turbin |               |                    |                                                            |

| Arbitro: | Igor Panin |

|                                                |           |                 |
| Oleg Dmitriev 34’ Aleksandr Tenyaev 59’ (aut.) | Marcatori | 49’ Anton Orlov |

| Arbitro: | Yunus Koshko |

|  |           |                                                        |
|  | Marcatori | 10’ Maksim Kuzmin 22’ Ilnur Alshin 70’ Nikita Glushkov |

| Arbitro: | Roman Safyan |

|                     |           |                                          |
| Nikolay Zaytsev 67’ | Marcatori | 14’ Aleksandr Tenyaev 59’ Viktor Sergeev |

| Arbitro: | Pavel Kukuyan |

|                                              |           |                                                                         |
| Danila Buranov 12’ (rig.) Viktor Sergeev 14’ | Marcatori | 30’ Vladislav Sarveli 45'+2’ Vladislav Sarveli 90'+4’ Dmitri Tsypchenko |

| Arbitro: | Artem Lyubimov |

|  |           |                     |
|  | Marcatori | 70’ Igor Portnyagin |

| Armavir 31 agosto 2019, ore 18:00 11ª giornata | Armavir      | 0 – 0 referto | Mordovija | Stadio Junost (3.102 spett.)\| Arbitro: \| Anton Frolov \| |
| Arbitro:                                       | Anton Frolov |               |           |                                                            |

| Arbitro: | Stanislav Vasiljev |

|                   |           |                                                 |
| Amir Dzhumaev 15’ | Marcatori | 52’ (rig.) Aleksandr Nosov 61’ Daur Kvekveskiri |

| Arbitro: | Yan Bobrovskiy |

|                                    |           |                                              |
| Kirill Gotsuk 19’ Roman Minaev 77’ | Marcatori | 31’ Denis Poyarkov 85’ (rig.) Danila Buranov |

| Arbitro: | Evgeni Kukulyak |

|                    |           |  |
| Viktor Sergeev 20’ | Marcatori |  |

| Arbitro: | Anton Anopa |

|                                       |           |                           |
| Artem Deljkin 13’ Roman Bugaev 90'+4’ | Marcatori | 24’ (rig.) Denis Poyarkov |

| Arbitro: | Ivan Sidenkov |

|  |           |                        |
|  | Marcatori | 62’ Mukhammad Sultonov |

| Arbitro: | Aleksey Eskov |

|                                                                        |           |  |
| Kamran Aliev 6’ Arshak Koryan 24’ Kamran Aliev 47’ Ilya Kukharchuk 74’ | Marcatori |  |

| Arbitro: | Maksim Matyunin |

|  |           |                                                          |
|  | Marcatori | 27’ German Onugkha 80’ German Onugkha 88’ Nikita Sergeev |

| Arbitro: | Pavel Kukuyan |

|                                                  |           |  |
| Maksim Kazankov 74’ (rig.) Roman Manuylov 90'+1’ | Marcatori |  |

| Arbitro: | Igor Panin |

|                    |           |                       |
| Danila Buranov 26’ | Marcatori | 34’ Vasiliy Aleynikov |

| Arbitro: | Dmitri Streltsov |

|                                             |           |  |
| Maksim Glushenkov 34’ Aleksandr Rudenko 73’ | Marcatori |  |

| Arbitro: | Anatoliy Zhabchenko |

|                   |           |                       |
| Radik Yusupov 36’ | Marcatori | 45'+2’ Roman Shishkin |

| Arbitro: | Ivan Sidenkov |

|                                                                           |           |                   |
| Igor Leontjev 53’ Marat Shaymordanov 72’ Igor Bezdenezhnykh 90'+1’ (rig.) | Marcatori | 81’ Radik Yusupov |

| Arbitro: | Aleksey Amelin |

|                    |           |                          |
| Danila Buranov 40’ | Marcatori | 13’ Artur Ryabokobylenko |

| Arbitro: | Evgeni Kukulyak |

|  |           |                                         |
|  | Marcatori | 60’ Radik Yusupov 86’ Aleksandr Ermakov |

| Arbitro: | Artem Lyubimov |

|                                         |           |                                                                   |
| Igor Klimov 42’ Rustem Mukhametshin 77’ | Marcatori | 9’ Mikhail Gashchenkov 17’ Konstantin Bazelyuk 20’ Artemiy Maleev |

| Arbitro: | Artur Fedorov |

|                                                                    |           |  |
| Maksim Vityugov 4’ (rig.) Aleksandr Kanishchev 11’ Roman Ezhov 46’ | Marcatori |  |